# Dekanat Międzylesie

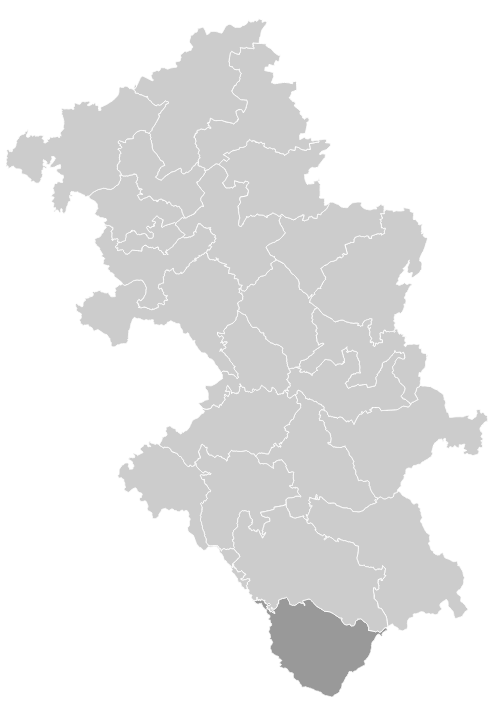
Położenie na mapie diecezji

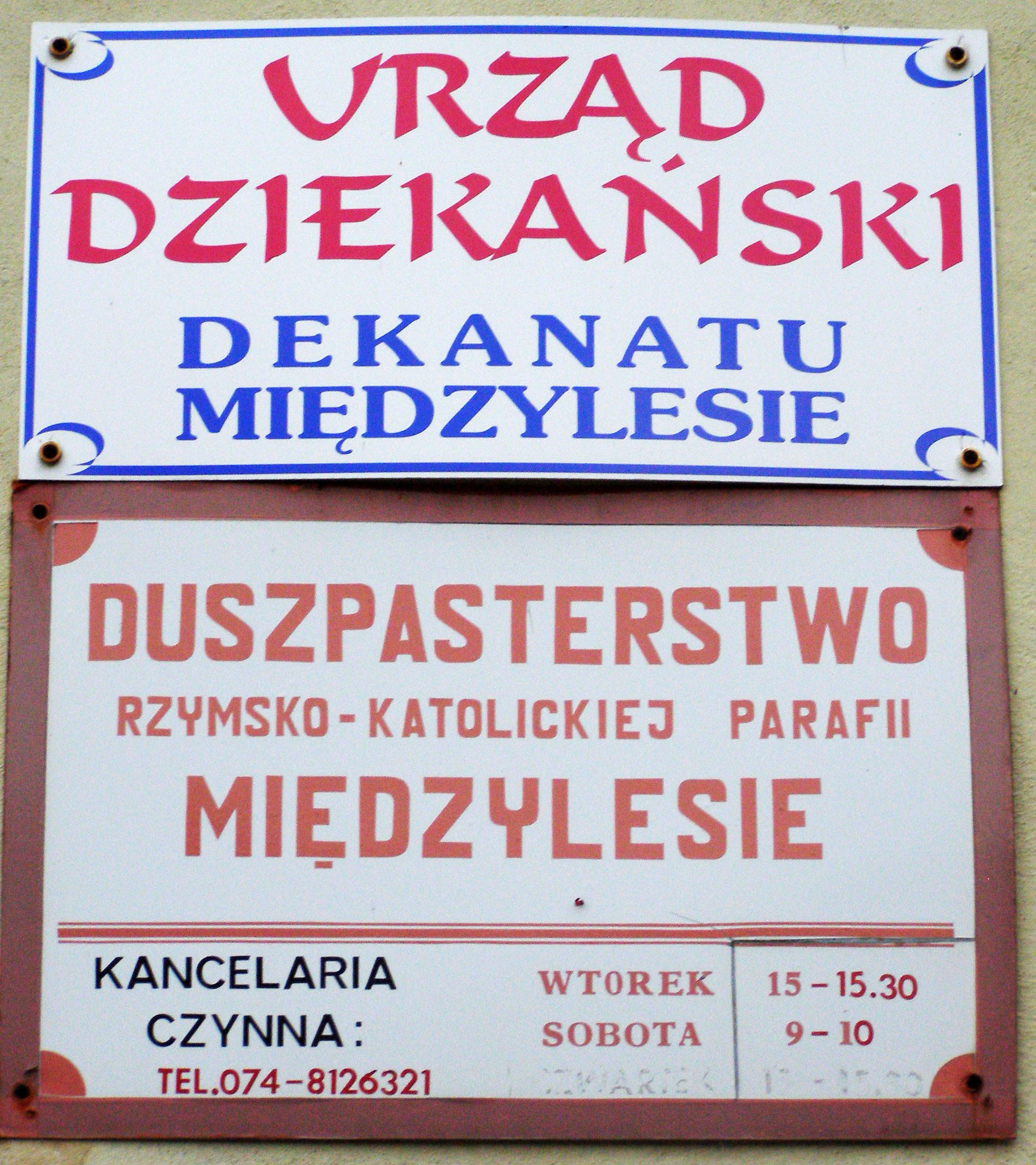
Tablice informacyjne na gmachu dekanatu Międzylesie

Dekanat Międzylesie – jeden z 24 dekanatów w rzymskokatolickiej diecezji świdnickiej, położony w południowej części diecezji.
Dekanat znajduje się na terenie województwa dolnośląskiego, w powiecie kłodzkim. Obejmuje swoim zasięgiem południową część ziemi kłodzkiej, w tym gminę Międzylesie i część gminy Bystrzyca Kłodzka.

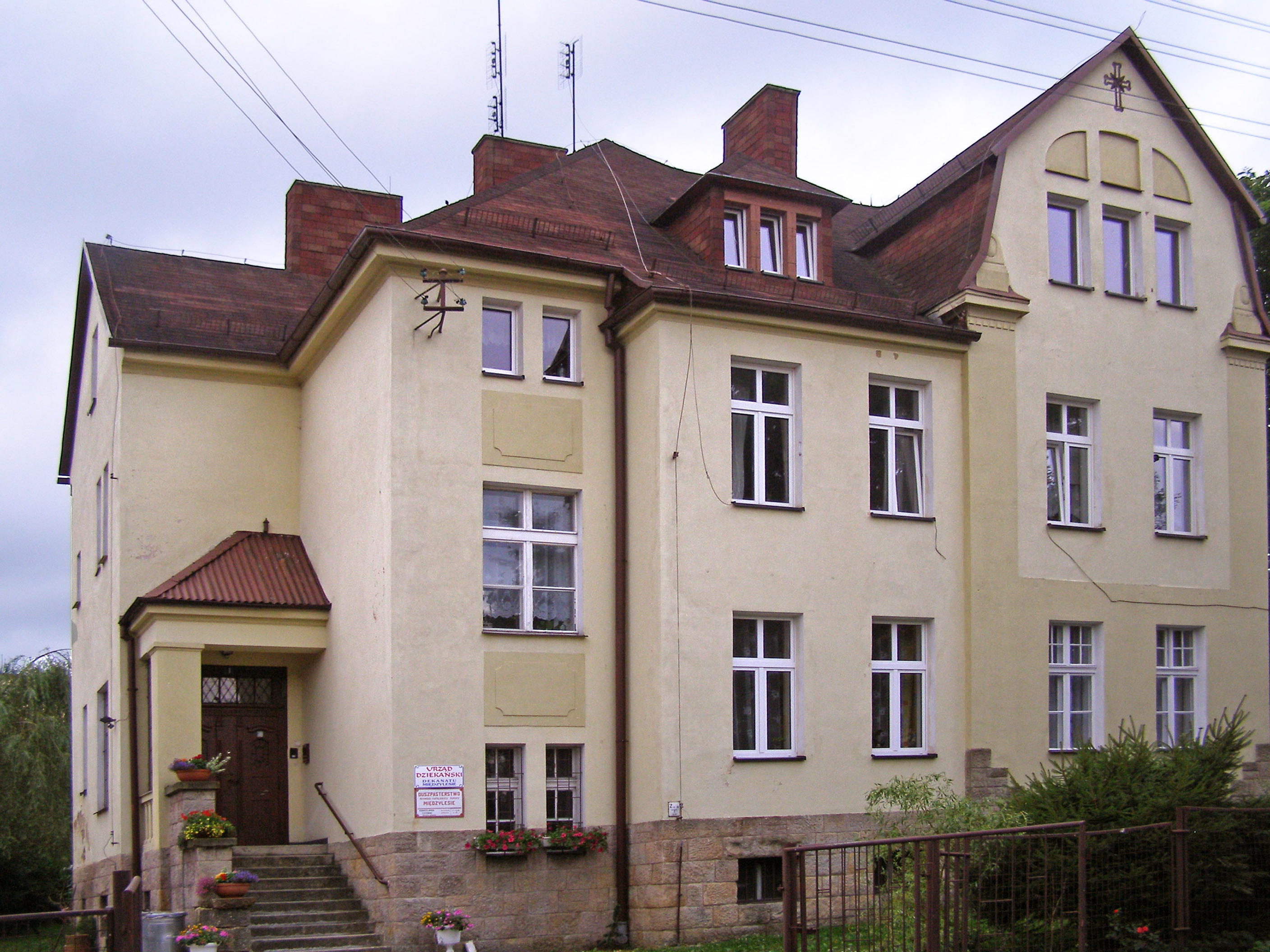
Siedziba dekanatu

## Historia
Po zakończeniu II wojny światowej terytorium Wielkiego dekanatu kłodzkiego zostało przyłączone do Polski. Decyzją ówczesnych władz kościelnych dekanat został włączony w obręb administratury apostolskiej archidiecezji wrocławskiej ze stolicą biskupią we Wrocławiu, pozostając formalnie w granicach archidiecezji praskiej. Na początku 1946 dokonano podziału wielkiego dekanatu na cztery mniejsze jednostki. Ziemia międzyleska znalazła się w granicach dekanatu Bystrzyca Kłodzka. W 1992 roku został z niego wyodrębniony przez kard. Henryka Gulbinowicza, arcybiskupa metropolitę wrocławskiego, dekanat Międzylesie. Od 2004 dekanat wchodzi w skład diecezji świdnickiej.

### Dziekani międzylescy (od 1992)
| Lp. | Lata rządów | Imię i nazwisko         |
| --- | ----------- | ----------------------- |
| 1.  | 1992–1998   | ks. Bolesław Boczan     |
| 2.  | 1998–2002   | ks. Ryszard Znamirowski |
| 3.  | 2002–2020   | ks. Jan Tracz           |
| 4.  | od 2020     | ks. Jan Maciołek        |

## Parafie i miejscowości
W skład dekanatu wchodzi 6 parafii:

### parafia św. Anny
- Boboszów → kościół parafialny
- Jodłów → filia św. Jana Chrzciciela
- Pisary → filia św. Wacława
- Potoczek

### parafia Świętych Piotra i Pawła
- Długopole Górne → kościół parafialny
- Poniatów
  - Rudawa → filia Podwyższenia Krzyża Świętego
- Poręba → filia św. Sebastiana

### parafia św. Mikołaja
- Domaszków → kościół parafialny
- Nowa Wieś → filia Wniebowzięcia NMP

### parafia Bożego Ciała
- Dolnik
- Kamieńczyk → filia św. Michała
- Międzylesie → kościół parafialny oraz filie św. Barbary i bł. Jana Pawła II
- Nagodzice
- Smreczyna

### parafia św. Marcina
- Gajnik
- Goworów → filia Świętych Piotra i Pawła
- Michałowice
- Roztoki → kościół parafialny
- Szklarnia → filia św. Floriana

### parafia Wniebowzięcia NMP
- Gniewoszów → filia św. Michała
- Lesica → filia św. Marcina
- Niemojów → filia Nawiedzenia NMP
- Różanka → kościół parafialny

Powyższy wykaz przedstawia wszystkie miasta, wsie oraz dzielnice miast, przysiółki wsi i osady w dekanacie.